# Partido Socialista dos Trabalhadores (Portugal)
O Partido Socialista dos Trabalhadores (PST) foi um partido político português fundado em 1980 (por dissidentes do Partido Socialista Revolucionário) e extinto em 1981.
Organização portuguesa da IV Internacional (ligada ao Comité Paritário — uma tentativa de unificar as facções "lambertista" e "morenista" do trotskismo — e à Fracção Bolchevique), proletária e revolucionária, com o objectivo de instauração de uma ditadura do proletariado, através da abolição do capitalismo.
Concorreu a um único acto eleitoral, coligado com o Partido Operário de Unidade Socialista (POUS), para as eleições legislativas de 1980.

## Resultados eleitorais
| 1980 | POUS/PST | Legislativas | 83 095 | 1,38% | — |

(fonte: Comissão Nacional de Eleições)